# قولبة الشبكة
قولبة الشبكة أو صب الشبكة هو نظام لبث ومشاركة الملفات يتعاون بوضوح عن طريق استخدام معدل نقل بيانات خامل في حاسوب مستخدم لتقديم نطاق واسع من عمليات البث المباشر أو البث عند الطلب. يتم استخدام قولبة الشبكة بغرض تحسين الأداء والتدرج وتوفير التكاليف لتسليم الملفات والجداول للمستخدمين النهائيين عن طريق استخدام وصلات الوسائط الإعلامية.
تشبه عملية قولبة الشبكة نظم مشاركة ملف الند للند مثل بت تورنت، ولكنه يتميز بتوفير حل بث قوي أو البث عند الطلب. يتم تقسيم البث الأصلي عالي البت إلى تدفقات أصغر من حيث معدل البت ويتم مشاركتها عن طريق أجهزة الحاسوب الخاصة بالمستخدمين، من خلال دمج المكونات، والذي يتم من خلاله إعادة إنشاء التدفقات الأصغر حتى تعود إلى التدفق الأصلي عالي البت.
تشكل قولبة الشبكة العديد من تدفقات البيانات الأصغر ذات معدل البت المنخفض من التدفق الأصلي عالي البت. في عملية قولبة الشبكة، لا يوجد تطابق بين أي من تدفقات البيانات.
على سبيل المثال، بافتراض أن إشارة البث المباشر تبلغ 400 كيلوبت/ثانية وحل قولبة الشبكة يشكل تدفقات بيانات متعددة بحجم يبلغ 100 كيلوبت/ثانية. الآن، قد يستخدم المستخدم النهائي الذي يتلقى أي أربعة تدفقات للبيانات بسرعة 100 كيلوبت/ثانية، قد يستخدم تدفقات البيانات الأربعة هذه في تشكيل تدفق أصلي للبث المباشر بسرعة 400 كيلوبت/ثانية، ولذا يمكن تشغيل الفيلم في الوقت الفعلي عند المستخدم النهائي.

## وصلات خارجية
- Gridcasting description by Octoshape